# 伊集院町土橋
伊集院町土橋（いじゅういんちょうつちばし）は、鹿児島県日置市の大字。旧薩摩国日置郡伊集院郷土橋村、日置郡中伊集院村大字土橋、日置郡伊集院町土橋。郵便番号は899-2516。人口は317人、世帯数は143世帯（2020年10月1日現在）。

## 地理
日置市の東部、長松川の上流域に位置している。字域の北方から西方にかけては伊集院町麦生田、北方から東方にかけては伊集院町中川、南方には鹿児島市石谷町、南方から西方にかけて伊集院町清藤、東方には伊集院町竹之山にそれぞれ接している。
字域の中部から北部にかけては海抜160mから170m程の台地上に、南部に流れる長松川に沿って谷の形状を成している。集落は東部にある上土橋と西部にある下土橋がある。また、南部に鹿児島県道206号徳重横井鹿児島線が通っており、東部では県道206号上に鹿児島市（旧松元町）との境界線が通っている。
教育施設は中央部に日置市立土橋中学校及び日置市立土橋小学校があり、土橋小学校には日置市立土橋幼稚園が併設されている。

### 河川
- 長松川

## 歴史

### 成立から町村制施行まで
土橋という地名は鎌倉時代より見え、薩摩国伊集院のうちであった。建久8年の薩摩国図田帳に土橋に関する記述が見えるのが土橋という地名の初見であるとされている。但し、この室町時代の土橋は現在の伊集院町竹之山、伊集院町中川、鹿児島市石谷町などを含めていたと考えられている。
その後建長5年には土橋村より中川村が分離し、弘長元年には現在の石谷の区域を石谷氏に売却した。また、室町期には一部が土橋村より分離し竹之山村となり、残部は現在の土橋の区域となっている。
江戸時代には薩摩国日置郡伊集院郷（外城）のうちであり、村高は「由緒再撰調」では487石余、「天保郷帳」では446石余、「旧高旧領取調帳」では492石余であった。村域の南部を薩摩街道（一部は現在の鹿児島県道206号徳重横井鹿児島線にあたる）が東西に通っていた。

### 町村制施行以降
1889年（明治22年）4月1日に町村制が施行されたのに伴い、土橋村は伊集院郷のうちであった村々のうち飯牟礼村、猪鹿倉村、大田村、恋之原村、郡村、古城村、下谷口村、清藤村、竹之山村、徳重村、中川村と合併し、中伊集院村が成立。江戸期の土橋村の区域は中伊集院村の大字「土橋」となった（1922年の町制施行及び即時改称し、伊集院町となった際も同様）。1998年（平成10年）に竹之山字長崎、字島廻、字護摩所、字馬渡の各一部を土橋に編入し、土橋字寺田及び字寺田平が竹之山の一部となった
2005年（平成17年）5月1日に伊集院町が日置郡東市来町、吹上町、日吉町と合併し日置市が成立した。この合併に先立って設置された法定合併協議会である「日置中央合併協議会」において大字名については「字の区域は、現行どおりとし、現行の字の名称の前に当該字の属する合併前の町の名称を付し、字の名称を変更する。」と協定された。合併日の2005年（平成17年）5月1日に鹿児島県の告示である「 字の名称の変更」が鹿児島県公報に掲載された。この告示の規定に基づき即日大字の名称変更が行われ、大字名が「土橋」から「伊集院町土橋」に改称された。

### 字域の変遷
| 実施後             | 実施年             | 実施前                                               |
| ------------------ | ------------------ | ---------------------------------------------------- |
| 大字土橋（編入）   | 1998年（平成10年） | 大字竹之山字長崎、字島廻、字護摩所、字馬渡（各一部） |
| 大字竹之山（編入） | 1998年（平成10年） | 大字土橋字寺田、字寺田平（各一部）                   |

## 人口
以下の表は国勢調査による小地域集計が開始された1995年以降の人口の推移である。
| 統計年             | 統計年 | 人口 | 人口 |
| ------------------ | ------ | ---- | ---- |
| 1995年（平成7年）  | [ 11 ] | 561  |      |
| 2000年（平成12年） | [ 12 ] | 488  |      |
| 2005年（平成17年） | [ 13 ] | 444  |      |
| 2010年（平成22年） | [ 14 ] | 402  |      |
| 2015年（平成27年） | [ 15 ] | 361  |      |
| 2020年（令和2年）  | [ 3 ]  | 317  |      |

## 施設

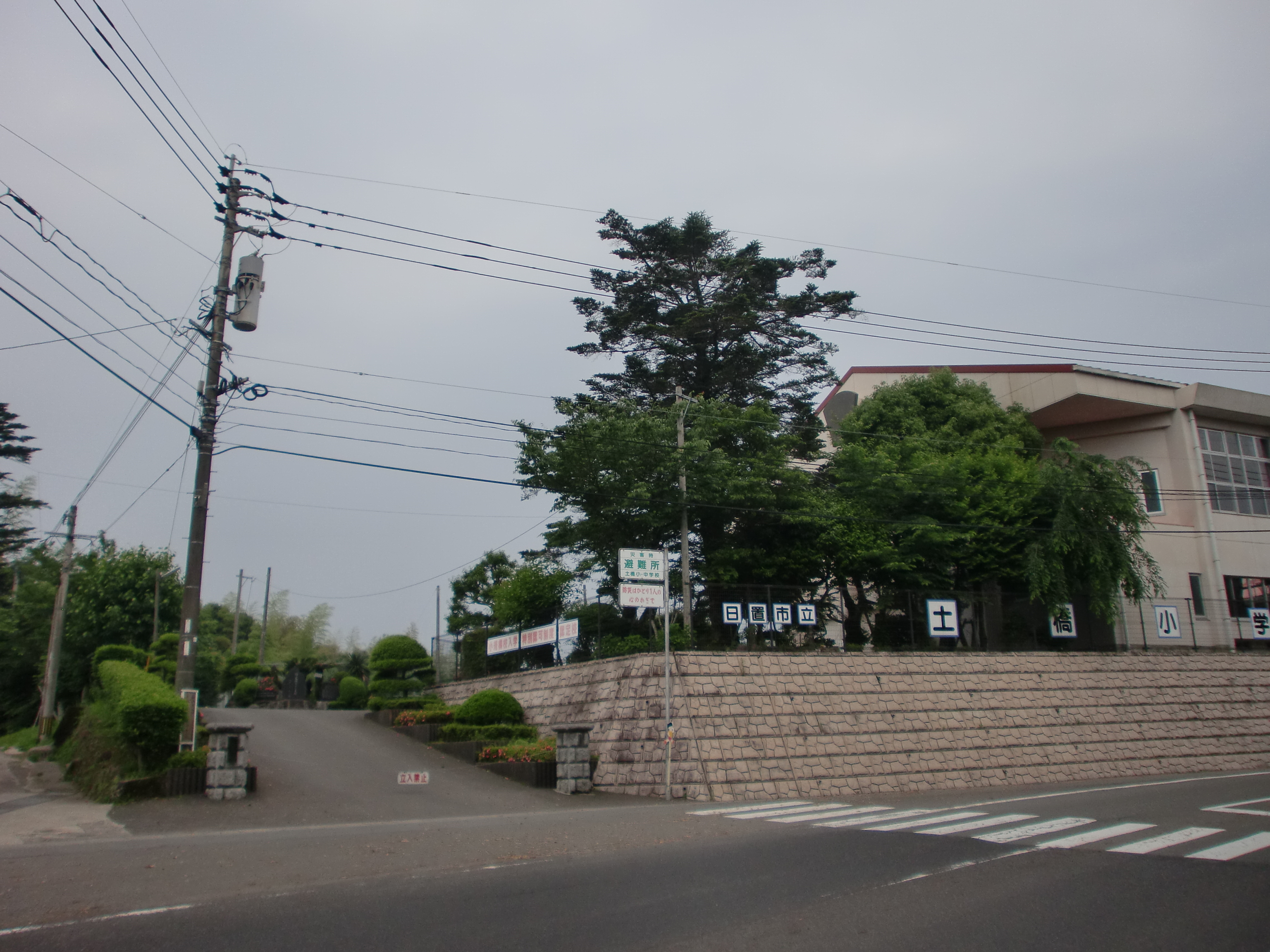
日置市立土橋小学校（日置市立土橋幼稚園併設）

### 教育
- 日置市立土橋中学校
- 日置市立土橋小学校
  - 日置市立土橋幼稚園

## 小・中学校の学区
市立小・中学校に通う場合、学区（校区）は以下の通りとなる。
| 大字         | 番地 | 小学校             | 中学校             |
| ------------ | ---- | ------------------ | ------------------ |
| 伊集院町土橋 | 全域 | 日置市立土橋小学校 | 日置市立土橋中学校 |

## 交通

### 道路
一般県道
- 鹿児島県道206号徳重横井鹿児島線（旧薩摩街道）